# Eparchia troicka
Eparchia troicka – jedna z eparchii Rosyjskiego Kościoła Prawosławnego, z siedzibą w Troicku. Wchodzi w skład metropolii czelabińskiej. 
Eparchia powstała na mocy decyzji Świętego Synodu Rosyjskiego Kościoła Prawosławnego z 26 lipca 2012, wydzielającej z eparchii czelabińskiej i złatoustowskiej dwie nowe: magnitogorską oraz troicką.

## Biskupi troiccy
- Grzegorz (Pietrow), 2014-2018[2][3]
- Parmen (Szczipielew), 2019[4][5]
- Paweł (Kriwonogow), 2023[6]